# مصطفى وزيري
مصطفى وزيري (مواليد 1967) هو الأمين العام السابق للمجلس الأعلى للآثار.

## حياته العملية
بدأ حياته العملية كمفتش آثار بمنطقة آثار الهرم ثم تدرج في العديد من المناصب منها مدير عام متحف الأقصر، ومدير آثار منطقة وادي الملوك والبر الغربي ، ومدير عام آثار قنا والأقصر، ثم تولى عدة مناصب قيادية بالوزارة منها الأمانة العامة للمجلس منذ عام 2013 ورئيس قطاع الآثار الإسلامية، ورئيس الإدارة المركزية لشئون المناطق الأثرية.